# نيك فنسنت
نيك فنسنت (بالإنجليزية: Nick Vincent)‏ هو طبال أمريكي، ولد في 11 يناير 1958.

## وصلات خارجية
- نيك فنسنت على موقع ميوزك برينز (الإنجليزية)
- نيك فنسنت على موقع ديسكوغز (الإنجليزية)